# Gare de Metz-Nord
Gare de Metz-Nord vasútállomás Franciaországban, Metz településen.

## Vasútvonalak
Az állomást az alábbi vasútvonalak érintik:
- Metz-Ville-Zoufftgen-vasútvonal

## Kapcsolódó állomások
A vasútállomáshoz az alábbi állomások vannak a legközelebb:
- Gare de Metz-Ville
- Gare de Woippy